# Парсаданян Едуард Євгенович
Едуард Євгенович Парсаданя́н (нар. 22 травня 1914, Нуха) — військовий диригент, полковник; заслужений діяч мистецтв УРСР з 1958 року.

## Біографія
Народився 22 травня 1914 року в місті Нуха (тепер Нагірний Карабах, Азербайджан). У Червоній армії з січня 1936 року. 1940 року закінчив Московську консерваторію.
Керував військовими оркестрами, зокрема у 1954—1965 роках — оркестром Київського військового округу. З 1970 року — у Київському музичному училищі.

## Нагороди
Нагороджений:
- орденами Вітчизняної війни 1 ступеня (6 квітня 1985), Червоної Зірки (15 листопада 1950), Червоного Прапора (5 листопада 1954), «Знак Пошани» (31 жовтня 1967);
- медалями «За перемогу над Німеччиною» (9 травня 1945), «За перемогу над Японією» (30 вересня 1945), двома «За бойові заслуги» (12 вересня 1945 і 6 травня 1946)[1].